# Jizerská padesátka
Jizerská padesátka är ett 50 kilometer långt långlopp på längdskidor som körs i Tjeckien, där det utgår från orten  Bedřichov. Det hade premiär 1968 och blev en del av Worldloppet år 2000. Loppet ingår numera i Ski Classics.

## Vinnare
| År   | Herrar                  | Tid          | Damer                    | Tid          |
| ---- | ----------------------- | ------------ | ------------------------ | ------------ |
| 2000 | Stanislav Řezáč         | 2:26:59 tim. | Lucie Kareisová          | 2:59:16 tim. |
| 2001 | Stanislav Řezáč         | 2:01:56 tim. | Jana Honskušová          | 2:19:22 tim. |
| 2002 | Raul Olle               | 2:07:24 tim. | Kamila Horáková-Bořutová | 2:37:31 tim. |
| 2003 | Oskar Svärd             | 2:10:08 tim. | Lara Peyrot              | 2:37:27 tim. |
| 2004 | Oskar Svärd             | 2:11:26 tim. | Cristina Paluselli       | 2:32:51 tim. |
| 2005 | Karl Gunnar Skjønsfjell | 2:03:00 tim. | Cristina Paluselli       | 2:24:27 tim. |
| 2006 | Marco Cattaneo          | 2:12:09 tim. | Cristina Paluselli       | 2:32:39 tim. |
| 2007 | inställt                | inställt     | inställt                 | inställt     |
| 2008 | Anders Aukland          | 2:12:32 tim. | Jenny Hansson            | 2:35:07 tim. |
| 2009 | Marco Cattaneo          | 2:12:04 tim. | Jenny Hansson            | 2:40:14 tim. |
| 2010 | Oskar Svärd             | 2:14:40 tim. | Sandra Hansson           | 2:29:26 tim. |
| 2011 | Anders Aukland          | 2:05:40 tim. | Sandra Hansson           | 2:36:49 tim. |
| 2012 | Stanislav Řezáč         | 2:21:49 tim. | Sara Svendsen            | 2:42:19 tim. |
| 2013 | Anders Aukland          | 2:12:19 tim. | Valentyna Sjevtjenko     | 2:36:15 tim. |
| 2014 | inställt                | inställt     | inställt                 | inställt     |
| 2015 | Morten Eide Pedersen    | 1:46:29,9    | Kateřina Smutná          | 2:06:34,3    |
| 2016 | Petter Eliassen         | 2:12:35,7    | Britta Johansson Norgren | 2:38:27,0    |
| 2017 | Morten Eide Pedersen    | 1:55:53,1    | Kateřina Smutná          | 2:17:34,7    |
| 2018 | Morten Eide Pedersen    | 2:05:27,8    | Britta Johansson Norgren | 2:26:47,9    |
| 2019 | Andreas Nygaard         | 2:08:09,0    | Lina Korsgren            | 2:27:22,2    |
| 2020 | Andreas Nygaard         | 1:59:08,8    | Britta Johansson Norgren | 2:16:21,3    |
| 2021 | Emil Persson            | 2:02:27,9    | Lina Korsgren            | 2:18:39,4    |
| 2022 | Andreas Nygaard         | 1:56:20,7    | Ida Dahl                 | 2:12:25,3    |

### Fotnoter
1. ↑  ”Jizerská padesátka” (på engelska). Worldloppet. http://www.worldloppet.com/jizerska_padesatka.php. Läst 4 mars 2015.
2. ↑  ”Arkiverade kopian”. Arkiverad från originalet den 11 januari 2014. https://web.archive.org/web/20140111131147/http://sport.ihned.cz/c1-20114870. Läst 27 januari 2014.